# Slag bij Bibracte
De Slag bij Bibracte in 58 v.Chr. was een veldslag tussen de Helvetii en zes Romeinse legioenen onder bevel van Julius Caesar. Het was de tweede grote veldslag van de Gallische Oorlog.

## Achtergrond
Nadat hij de migratie van de Helvetii op de voet had gevolgd en hen had verslagen, marcheerde Caesar op 20 juni naar Bibracte, dat ongeveer 30 kilometer van hun kamp verwijderd lag, om de beloofde voedselvoorraden op te halen bij de Aedui. Dumnorix, een stamhoofd van de Aedui die zich verzette tegen de Romeinen, had deze voorraden echter vertraging laten oplopen.

## Verloop
Nadat de Helvetii geïnformeerd waren door Romeinse deserteurs, namen zij deze kans om Caesars achterhoede aan te vallen. Toen Caesar hiervan gehoord had, zond hij zijn cavalerie om de aanval te vertragen. Hij plaatste het Zevende, Achtste, Negende en Tiende legioen, die opgesteld waren in een acies triplex-opstelling, aan de voet van een nabijgelegen heuvel, samen met het Elfde en Twaalfde legioen en al zijn auxilia. De karren en wagens die de voorraden moesten vervoeren werden achter de soldaten geplaatst, zodat deze beschermd waren.
Nadat ze de Romeinse cavalerie hadden kunnen afschudden, vielen de Helvetii aan. Zij moesten echter heuvelopwaarts aanvallen en stootten op een regen van pila, wat een slachting teweegbracht in de Gallische rangen. Hierop vielen de legioenen aan en dreven hen terug naar de heuvel waar de Gallische voorraden waren geplaatst.
Terwijl de Romeinen de Helvetii achtervolgden door de heuvels, kwamen de Boii en Tulingi aan op het slagveld met 15.000 man om de Helvetii te steunen. Hierdoor werd de Romeinse flank bedreigd. Toen zij de Romeinen begonnen te omsingelen, hergroepeerde Caesar zijn derde linie om deze aanval te weerstaan, terwijl de eerste en tweede linie nog steeds de Helvetii achtervolgden.

## Nasleep
De slag duurde nog vele uren tot de Romeinen eindelijk de Helvetische voorraden konden innemen, hierbij namen zij een zoon en een dochter van Orgetorix gevangen. Volgens Caesar ontsnapten 130.000 vijanden die nacht. Deze probeerden het gebied van de Lingones te bereiken. Caesar waarschuwde deze echter om hen niet te steunen. Van deze 130.000 keerden er slechts 110.000 terug naar huis. Hierna kon Caesar de Helvetii en hun bondgenoten dwingen tot de volledige overgave.
Volgens Caesar waren dit de aanwezigen van de stammen bij het begin van dit gevecht:
| Stam       | Sterkte |
| ---------- | ------- |
| Helvetii   | 263.000 |
| Tulingi    | 36.000  |
| Latobrigi  | 14.000  |
| Rauraci    | 23.000  |
| Boii       | 32.000  |
| Totaal     | 368.000 |
| Vechtenden | 92.000  |